# Gränna
Gränna è un centro abitato della Svezia, frazione del comune di Jönköping, nella contea di Jönköping. Ha una popolazione di 2 578 abitanti.
La cittadina è locata sul lago Vättern ed è il punto di partenza per i traghetti diretti all'isola di Visingsö.
La cittadina è inoltre importante per la produzione dei polkagris, confetti a strisce rosse a spirale di zucchero aromatizzati con olio essenziale di menta piperita.
L'arte di confezionare gli «Äkta Gränna Polkagrisar» è stata inventata nella città di Gränna da Amalia Eriksson nella metà dell'Ottocento. Da allora la ricetta e il metodo di preparazione sono stati trasmessi mediante un sistema di apprendistato, con il quale gli apprendisti confettieri imparavano l'arte presso un confettiere di «polkagris» confermato.